# Kazuyasu Minobe
Kazuyasu Minobe (見延 和靖, Minobe Kazuyasu, Echizen, 15 de julho de 1987) é um esgrimista japonês, campeão olímpico.

## Carreira
Minobe conquistou a medalha de ouro nos Jogos Olímpicos de Verão de 2020 em Tóquio ao lado de Koki Kano, Masaru Yamada e Satoru Uyama, após derrotar os russos Sergey Bida, Sergey Khodos, Pavel Sukhov e Nikita Glazkov na disputa de espada por equipes.